# Scardamia obliquaria
Scardamia obliquaria là một loài bướm đêm trong họ Geometridae.